# サコンナコーン空港
サコンナコーン空港（サコンナコーンくうこう、タイ語 : ท่าอากาศยานสกลนคร 、英語 : Sakon Nakhon Airport ）は、タイ王国東北部、サコンナコーン県ムアンサコンナコーン郡にある空港。

## 施設
滑走路は05/23方向に2,600m (8,530 ft) の長さの物が1本あり、誘導路は無く航空機は滑走路の両端で折り返す。空港ターミナルビルにボーディング・ブリッジはなく乗客は搭乗検査後、徒歩にて駐機場まで向かう。

## 就航航空会社と就航都市

### 国内線
| 航空会社         | 就航地                     |
| ---------------- | -------------------------- |
| タイ・エアアジア | ドンムアン空港（バンコク） |
| ノックエア       | ドンムアン空港（バンコク） |